# Pistolet Astra TS-22
Astra TS-22 – hiszpański, sportowy pistolet samopowtarzalny.

## Opis
Astra TS-22 była bronią samopowtarzalną. Zasada działania oparta na odrzucie zamka swobodnego. Mechanizm spustowy kurkowy bez samonapinania. Bezpiecznik nastawny ze skrzydełkiem po lewej stronie szkieletu.
Astra TS-22 jest zasilana z wymiennego, jednorzędowego magazynka pudełkowego o pojemności 10 naboi, umieszczonego w chwycie. Przycisk zwalniania magazynka znajduje się po lewej stronie chwytu, za kabłąkiem spustowym.
Lufa gwintowana.
Przyrządy celownicze mechaniczne – muszka i szczerbinka (regulowana).